# Dominik Doleschal
Dominik Doleschal (Oberwart, 9 maggio 1989) è un calciatore austriaco, centrocampista dell'Oberwart.

## Carriera

### Club
Esordisce l'8 marzo 2008 contro l'Austria Kärnten.